# Tommaso Locatelli
Tommaso Locatelli (Venezia, 27 luglio 1799 – Venezia, 8 gennaio 1868) è stato un giornalista e editore italiano.

## Vita
Figlio di Luigi, impiegato del tribunale di Venezia, e Anna Zerman. Dopo la laurea in giurisprudenza, conseguita a Pavia nel 1820, si avvicinò al giornalismo grazie al matrimonio con Maddalena Perlini, figlia di Giovanni Antonio Perlini, già editore e compilatore della Gazzetta privilegiata di Venezia, quotidiano ufficiale del Veneto durante la dominazione asburgica. Dopo il ritiro del suocero, un contratto novennale col governo riconobbe al Locatelli la proprietà e compilazione della Gazzetta. Né l'effimero governo della Repubblica di San Marco, cui tra l'altro l'editore aderì, né il ritorno degli Asburgo gli impedirono di mantenere il giornale, rinominato nel 1850 Gazzetta uffiziale di Venezia.
Fu tra i fondatori de Il Vaglio. Antologia della letteratura periodica e collaborò anche a Il Gondoliere, la rivista fondata e diretta da Luigi Carrer.
L'Appendice della Gazzetta di Venezia ha pubblicato 16 volumi di Prose scelte di Tommaso Locatelli (Venezia 1837-80).